# استاری اوسکول
شهر استاری اوسکول (به روسی: Старый Оскол) در کشور روسیه و در اوبلاست بلگورود واقع شده‌است.